# Swallow Doretti
El Swallow Doretti es un automóvil deportivo británico de dos plazas, construido sobre un chasis tubular diseñado por Swallow que utilizaba la mecánica del Triumph TR2. Diseñado para el mercado estadounidense como un biplaza más refinado que los disponibles en ese momento, tan solo se fabricó entre 1954 y 1955. 

## Swallow
El automóvil fue construido por la Swallow Coachbuilding Company (1935) Ltd (inicialmente dedicada a fabricar sidecares dentro del grupo industrial origen de Jaguar Cars), una empresa subsidiaria de Tube Investments Group. En ocasiones se menciona su similitud estética con el Ferrari 166MM 'Barchetta' y con el Austin-Healey 100.

### Doretti
El nombre de Doretti se deriva de Dorothy Deen, administradora de Cal Sales.
El logotipo de la marca comercial y el nombre de Doretti pasaron a ser propiedad del canadiense Peter Schömer, que inició la construcción de un nuevo automóvil deportivo de edición limitada llamado Doretti TR250 'Corsa Veloce' con el chasis y el motor del Ferrari TR 250 de 1957.

### Diseño
Basado en el Triumph TR2, tenía una estabilidad muy mejorada. Su vía entre neumáticos era 3 plg (76 milímetros) más ancha y su distancia entre ejes 7 plg (178 milímetros) más larga.
El Doretti tenía un chasis tubular de acero al manganeso-molibdeno con grado medio de carbono del tipo Reynolds 531 (la empresa Reynolds era otro miembro del Grupo TI). La carrocería de doble recubrimiento tenía una capa estructural interna hecha de acero y una capa exterior de aluminio.
La mayoría de estos coches fueron suministrados con una caja de cambios accionada eléctricamente con marcha superdirecta, y eran capaces de alcanzar 100 mph (160 km/h). Se fabricaron 276 unidades de la versión Mk I, incluida una versión cupé. El automóvil fue diseñado por el ingeniero empleado de la compañía Frank Rainbow, y se fabricó en la factoría de TI en The Airport, Walsall, Staffordshire, Inglaterra.
Se produjeron otros dos prototipos, el Mk II y el Sabre. Estos tenían un chasis más rígido y una mejor distribución del peso.
El Doretti fue el único automóvil que el Grupo TI construyó bajo el nombre de Swallow. Su producción se detuvo en 1955, cuando la compañía matriz, TI Group, cambió su política empresarial, al parecer debido a la presión de la industria automovilística británica, sobre todo de Jaguar. Se piensa que los directores de TI fueron presionados porque la producción del automóvil deportivo Doretti colocó a TI en una ventaja sobre la compra de materias primas con respecto a sus clientes, creando un conflicto de intereses.

### Rendimiento
Un Doretti con superdirecta probado por la revista británica The Motor en 1954 tenía una velocidad máxima de 100,2 mph (161,3 kilómetros por hora) y podía acelerar desde 0 a 60 mph (96,6 kilómetros por hora) en 12.3 segundos, con un consumo de combustible de 10.1 L/100 km. El automóvil de la prueba costó 1158 libras incluyendo impuestos.
La versión estándar sin superdirecta costaba 1102 libras. En ese momento un Triumph TR2 costaba 887 libras.
|  |  |  |  |